# MBK Rieker Komárom
Az MBK Rieker Komárom 1958-ban alapított szlovák kosárlabdacsapat. Mez színe: piros-fehér. Vezetőedző: Milan Cernicky.

## Története
A kosárlabdázás története városunkban körülbelül hetven évvel ezelőtt kezdett íródni. Az első lépések Csukás Andor testnevelőtanár nevéhez fűződnek, aki 1939-ben maga köré gyűjtötte a kosárlabdázás iránti első érdeklődőket.
1946-ban érkezett a komáromi gimnáziumba Elegius Menke tanár, és a háború utáni években főleg neki köszönhetően fejlődött a komáromi kosárlabdázás. Több kiváló játékost nevelt, többek között Skákala, Pápež, Demo, később Pavlovič, Gubric, Szabó. Az ő játéktudásukat bizonyítja, hogy többen közülük más csapatokban is helytálltak: Szabó Pozsonyban és Gubric Ostravában.

Az 50-es években a komáromi kosárlabda már szilárd alapokon állt, szinte minden iskolában hódított a játék, a legnagyobb sikereket a szlovák gimnázium diákjai érték el Eduard Šebo vezetésével, valamint az ipari iskola diákjai, akiket Pavol Štefánik edzett. Ebben az időszakban két csapat is működött Komáromban: egy ifjúsági – TJ Slávia Komárno – és a felnőtt csapat – TJ Spartak Komárno. A legnagyobb sikerek közé tartozik a feljutás az ifjúsági bajnokságba. A legismertebb játékosok közé tartoztak: Hlaváč, Čiliak, Kelesi, Štefánik, Longauer, Zvoda, T. Bastrnák, Jurek, az ifjúságiak közül Losonszký, Glič, Csaplár, Paulík, Lukáč, Melicherčík.
1962 nagy fellendülés vette kezdetét. A TJ Slávia elnöke, Eduard Šebo, aki a szlovák gimnázium igazgatója is volt, jó körülményeket teremtett a kosárlabdázás számára. Az ifjúsági csapat edzője Paulík József lett és vezetésével a csapat állandó résztvevője lett a legmagasabb osztály küzdelmeinek Szlovákia és Csehszlovákia keretein belül is. Több játékos is bekerült a csehszlovák válogatottba: Navrátil, Fabula, Mokran, Tulpík, Gvot, Šebo, Bojanovský, Kuníček és több kiváló játékos, mint Loydl, Moravčík, Klein, Slivka, felnőttkorukban előkelő csapatokat erősítettek. 1971-ben Paulík József új felnőtt csapatot alapít, amely a kerületi bajnokságon és a Szlovák II. nemzeti ligán keresztül kiharcolja a feljutást a Szlovák I. nemzeti ligába.

1973-tól többször is változott a felnőtt csapat neve (Slávia Komárno, TJ Doprastav, TJ Technik, TJ Štart), míg 1979-től TJ Agrozet Komárno név alatt indult.

1974-ben a diákok a szlovák bajnokságban a 2. helyen végeztek, 1976-ban a 4. helyet szerzik meg, 1978-ban pedig szlovák és csehszlovák bajnoki címet szereztek. Ezen sikerek mögött Paulík József munkája áll, valamint a kor kiváló játékosainak teljesítménye (Diószegi, K. Rácz).

Az 1991-es év a legjelentősebb volt a komáromi kosárlabdázás történelmében. Új klub alakult Basketbal klub Dandy Komárno néven. Ez a klub fokozatosan BK Plynkom Komárno, majd a mai MBK Rieker Komárno név alatt szerepet. A felnőtt csapat fokozatosan lépkedett feljebb az egyes bajnokságokon (megyei, III., II. liga), az 1993/1994-es szezonban pedig bekerül az I. liga rájátszásos szakaszába, ahol a második csoport 5. helyén végzett. A csapat legnagyobb erősségei közé tartoztak Farkas, Kaliarik, Čerňanský, Kádek. Ebben a szezonban jelentek meg az első külföldi játékosok Komáromban: Vilkas Gintautas Litvániából es Alexander Mašulovič a volt Jugoszláviából.
Az 1999/2000-es szezonban teljesült a komáromi kosárlabdázás nagy álma, amikor is kiharcolták a feljutást a szlovák kosárlabdaelit közé. Ebben a szezonban megnyerték a II. ligát, 30 mérkőzésből 29-et megnyertek imponáló 2517:1797 gólkülönbséggel.

Az extraliga első évében a 2000/2001-es szezonban mint újonc csapat a nagyon szép hatodik helyet szerezték meg. Az extraliga 2008/2009-es szezonjában a csapat a 7. helyet szerezte meg. A szezon után a klubon belül komoly pénzügyi problémák adódtak és kétségessé vált, hogy egyáltalán lesz-e még a városban továbbra is kosárlabda!
Szerencsére a problémák idővel megoldódtak és a klubvezetés bejelentette hogy indul a következő szezonban is az extraligában.
A csapat azonban széthullott, mindössze 2 játékos, Juraj Suja és Ivica Blagojevic maradtak meg az előző csapatból, tehát mindent újból kellett kezdeni.
A csapat a nyár folyamán sok játékost igazolt, főleg 20-21 év körüli tehetségeket.
A 2009-es szezont eléggé lehangolóan kezdte meg az MBK Rieker, az első 8 bajnoki meccsből mindössze 1-et nyert meg.
Az edzőcsere illetve a tapasztalt Julián Betko érkezése helyrerázta a csapatot és egy 4 meccses győzelmi szériába kezdett november elején. A csapat stadionjába ismét visszatértek szurkolók és a hangulat is.
Fontos pillanat volt, amikor november 14-én először közvetítette a televízió a csapat meccsét a BC Prievidza ellen.
A formában levő Komáromiak a meccsen domináltak egészen a 4. negyed elejéig, de ekkor mintha leállt volna a szekér. A komáromiak 22 pontos előnyt herdáltak el és végül ki is kaptak. Ezután egészen December közepéig a téli szünetig folyamatosan vesztes meccsek következtek, a csapat legjobbja Julián Betko lesérült és a szép játék is odalett.
A csapat csak a 10. helyről várta a folytatást.
A téli szünetben a vezetőség ismét munkába állt és új játékosok után nézett.
2 amerikai játékos, TJ. Bannister és Jaraun Burrows ill. a nagy rivális Lévától Vladimir Klár érkeztek. Az MBK Riekertől több gyengén játszó játékos is távozott
A szezon másik felét tehát új erővel és új játékosokkal kezdte a csapat és a Play-off helyezés elérése lett a cél.

A játékosok: Jakub Mikulec, Marcel Madaj, Richard Misinsky, Michal Sturala, Jaraun Burrows, TJ Bannister, Vladimir Klár, Michal Maslik, Juraj Suja, Igor Salamun, Gabriel Unatinsky, Patrik Béber